# Carmen Clemente Travieso
Carmen Clemente Travieso, född 1900, död 1983, var en venezulansk feminist.
Hon tillhörde pionjärerna för kvinnorörelsen i Venezuela. Hon är känd för sin kampanj för rösträtt för kvinnor. Hon var en av grundarna för Agrupación Cultural Femenina 1935. 